# Solingen Paladins
Die Solingen Paladins sind ein American-Football-Verein aus Solingen in Nordrhein-Westfalen, der 2006 gegründet wurde. In den Saisons 2018 bis 2023 spielten die Paladins in der GFL2 Nord, der zweithöchsten Spielklasse Deutschlands für Männer, seit 2024 wieder in der Regionalliga West (NRW). 
Die Solingen Paladins Ladies sind das Damenteam, welches 2013 gegründet wurde. Sie spielen seit 2020 als Spielgemeinschaft „Assassins“ mit den Wuppertal Greyhounds Ladies in der DBL2 West, der zweithöchsten Spielklasse Deutschlands für Frauen. Seit 2018 haben die Solingen Paladins auch ein Flag-Football-Team, die „Solingen Paladins Flags“. 2023 spielten sie in der DFFL2, der 2. Flag-Football-Bundesliga. Seit 2025 spielen die Solingen Paladins Flags in der Oberliga NRW und treten dort in der Division West gegen die Flag-Mannschaften der Remscheid Amboss, Gelsenkirchen Devils, Neuss Legions und Cleve Conquerors an.

## Geschichte

### Herrenteam
Die Solingen Paladins wurden am 31. März 2006 von den drei Solinger Footballspielern Dominic Hardt, Sven Theophil und Arne Plümacher gegründet. Bereits 2007 nahm das Team am Spielbetrieb in der Landesliga Nordrhein-Westfalen teil. Am Ende der Saison belegte die Mannschaft den zweiten Platz, unterlag im anschließenden Aufstiegsspiel jedoch den Aachen Vampires. Als Nachrücker erreichte Solingen allerdings doch noch zur Saison 2008 die Verbandsliga.
Nach zwei Spielzeiten in der Verbandsliga gelang den Paladins 2009 der Aufstieg in die Oberliga Nordrhein-Westfalen. 2010 belegte das Team den zweiten Platz, musste sich in den Aufstiegsspielen für die Regionalliga West jedoch erneut den Aachen Vampires geschlagen geben. Auch die folgenden drei Spielzeiten verbrachte Solingen in der Oberliga, bevor am Ende der Saison 2013 der Aufstieg in die Regionalliga gelang.
In der Regionalliga West belegte die Mannschaft in den beiden Spielzeiten 2015 und 2016 jeweils den dritten Platz. 2017 konnten sich die Paladins dann die Meisterschaft sichern und erreichten erstmals in ihrer Vereinsgeschichte die GFL 2. Hier belegte das Team in der Saison 2018 mit elf Siegen aus 14 Spielen den zweiten Platz hinter den Düsseldorf Panthers. In den darauffolgenden Saisons konnte man an diese Leistung nicht wieder anknüpfen. 2019 und 2021 wurden die Paladins nur Gruppenfünfte mit acht beziehungsweise vier Siegen, die Saison 2020 fiel aufgrund der Auswirkungen durch die Corona-Pandemie aus. Die Saison 2022 beendeten die Paladins nur noch auf Platz 6 von 8, wobei sie einzig der direkte Vergleich vor einem Abstiegsplatz bewahrte.

### Damenteam
Die Solingen Paladins Ladies wurden im Sommer 2013 gegründet. Nachdem das Team 2014 erstmals am Ligabetrieb in der NRW-Aufbauliga teilgenommen hatte, wurde in den darauffolgenden zwei Jahren die Meisterschaft in selbiger gewonnen. Im Jahr 2017 meldeten sie sich daraufhin für die 2. Damenbundesliga (DBL2) an und wurden in die Gruppe West 2 eingeteilt. Aufgrund einer zu geringen Kaderdichte mussten sie sich allerdings in der Saison aus dem laufenden Spielbetrieb zurückziehen. Der Neustart im darauffolgenden Jahr erfolgte in der Regionalliga NRW, in der die Paladins Ladies 2018 den vierten und 2019 den zweiten Platz belegten.
Nachdem die Saison 2020 aufgrund der Auswirkungen der Corona-Pandemie ausfallen musste, wurde 2021 ein neuer Versuch in der DBL2 unternommen. Um dem Problem von 2017 zuvorzukommen, wurde eine Spielgemeinschaft (SG) mit den Wuppertal Greyhounds Ladies gebildet, die seitdem unter dem Namen „Assassins“ spielt. Während die SG im ersten Jahr sieglos nur Gruppenletzte wurde, erreichte sie im Jahr darauf bereits den zweiten Gruppenplatz mit sechs Siegen in neun Spielen.
Im Vorfeld der Saison 2024 wurde bekannt gegeben, dass die Spielgemeinschaft mit Wuppertal aufgelöst ist und das Solinger Team den Namen „Assassins“ für sich übernommen hat. Zur Saison 2025 wurde der Name wieder abgelegt und der des Vereins übernommen.